# Orkesterdike

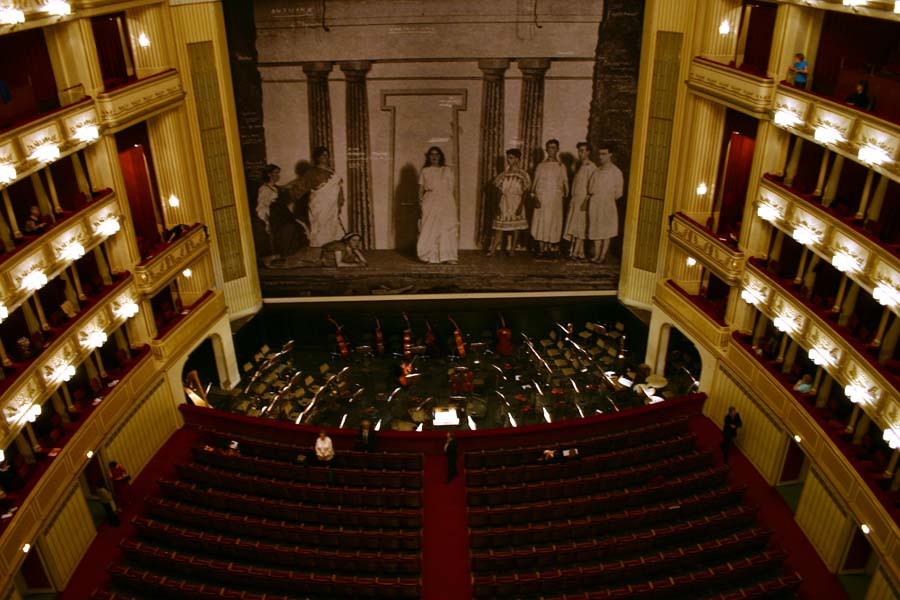
Orkesterdike i Wiener Staatsoper

Orkesterdiket är delen mellan scen och salong i en teater- eller operabyggnad. I orkesterdiket befinner sig orkestern och dirigenten. Delen är försänkt som ett dike, så att orkestern blir osynlig för publiken, därav namnet. Ibland når orkesterdiket delvis in under främre scenutrymmet. Orkesterdiken blev vanliga under 1800-talet, innan dess spelade orkestern uppe på scenen.